# Oskar Fredriksen
Oskar Fredriksen (* 9. Februar 1909; † 19. Juni 1991) war ein norwegischer Skilangläufer.
Fredriksen belegte bei den nordischen Skiweltmeisterschaften 1934 in Sollefteå den 49. Platz über 18 km. Seinen größten Erfolg hatte er bei den nordischen Skiweltmeisterschaften 1937 in Chamonix. Dort holte er die Goldmedaille mit der Staffel. Zudem errang er dort den 21. Platz über 18 km und den 12. Platz über 50 km. Bei den nordischen Skiweltmeisterschaften 1938 in Lahti lief er auf den 43. Platz über 50 km und auf den 40. Rang über 18 km.